# حسام حبيب
حسام حبيب (31 مايو 1980)- مغني وملحن مصري

## حياته ومشواره الفني
ولد في القاهرة لديه أخت واحدة، حاصل على دبلوم في إدارة الأعمال، بدأ حياته الفنية بتلحين أغنية عايشالك للنجمة اللبنانية إليسا وتعتبر النقلة الفنية للفنان حسام حبيب، يذكر أن حسام أيضا قام بتلحين أغنية قد ما بشتاقلك من ألبوم أحلى دنيا للنجمة إليسا.
بعد ذلك اتجه حسام للغناء من خلال أول ألبوماته (لسة) الذي صدر عام 2004 من إنتاج شركة EWE وصوّر منه أغنية (لسة) مع المخرجة كارولين لبكي
بعد ذلك أطلق ثاني ألبوماته (أجمل قصة حب) عام 2006 مع شركة ميلودي ميوزيك
أما عام 2008 أطلق حسام ثالث ألبوماته (جوة القلب) من إنتاج شركة ميلودي ميوزيك وصور منه أغاني : أسيبك لأ، شفت بعينيا، جوة القلب.
بعد ثورة 25 يناير 2011 في مصر أصدر حسام حبيب أغنية جديدة أهداها للشعب المصري والشعوب العربية بعنوان (أعلى صوت).
بعد أحداث 30 يونيو 2013 في مصر أيضاً أصدر حسام حبيب أغنية جديدة مع الفنانة أصالة نصري إهداء لمصر وسوريا بعنوان (بلدي)
في أغسطس قدم أغنية كل ما أغني بمشاركة شيرين عبد الوهاب 

## حياته الأسرية
في يوليو 2012 تزوج من فتاة من خارج الوسط الفني واقتصر الحفل على المقربين بعيدا عن الإعلام.
وفي يوم السابع من شهر نيسان سنه 2018 عقد قرانهُ على الفنانه شيرين عبد الوهاب في حضور بناتها. وفي ديسمبر 2021 تم إعلان طلاقهم رسميًا ثم عادو مره اخرى في نوفمبر 2022 وطلقوا للمره الثانيه في ديسمبر 2023.

## ألبوماته
- 2004: لسه
- 2006: أجمل قصه حب
- 2008: جوه القلب
- 2016: فرق كتير[4]

## فيديو كليبات
- لسة - إخراج : كارولين لبكي
- إنت معايا (فيلم تيمور وشفيقة) - إخراج : خالد مرعي
- أسيبك لأ
- شفت بعينيا
- جوة القلب
- شريط حياتي (فيلم السفاح) - إخراج سعد هنداوي
- لو كنا بنحبها (مع المجموعة : مدحت صالح، تامر حسني، سوما، شذى، بشرى)
- أحسن ناس (مع المجموعة : إيوان، محمود العسيلي، هيثم سعيد، يارا، مي سليم، بشرى)
- كل مغني ديو مع شيرين عبد الوهاب -إخراج : داراجيو بوغدان
- فرق كبير -إخراج : جون بيريز
- تعيشي معايا -إخراج : داراجيو بوغدان

## وصلات خارجية
- حسام حبيب على موقع قاعدة بيانات الأفلام العربية
- حسام حبيب على موقع ميوزك برينز (الإنجليزية)
- حسام حبيب على موقع ديسكوغز (الإنجليزية)